# The Girlfriend Experience (série de televisão)
The Girlfriend Experience é uma série de televisão antológica estadunidense criada, escrita e dirigida por Lodge Kerrigan e Amy Seimetz e transmitida pelo canal a cabo Starz. A primeira temporada de 13 episódios é estrelada por Riley Keough e estreou em 10 de abril de 2016.
Em 1 de agosto de 2016, Starz renovou a série para uma segunda temporada de 14 episódios, com foco em novos personagens e histórias. Estreou em 5 de novembro de 2017. 
Em julho de 2019, a série foi renovada para uma terceira temporada com 10 episódios, escrita e dirigida por Anja Marquardt e estrelada por Julia Goldani Telles. A terceira temporada estreou em 2 de maio de 2021.

## Elenco e personagens

### Principal

#### Primeira temporada
- Riley Keough como Christine Reade
- Paul Sparks como David Tellis
- Mary Lynn Rajskub como Erin Roberts

#### Segunda temporada: Erica & Anna
- Anna Friel como Erica Myles[2]
- Louisa Krause como Anna Garner[2]
- Narges Rashidi como Darya Esford

#### Segunda temporada: Bria
- Carmen Ejogo como Bria Jones/Sarah Day[2]
- Tunde Adebimpe como Ian Olsen
- Harmony Korine como Paul
- Morgana Davies como Kayla Fairchild

#### Terceira temporada
- Julia Goldani Telles como Iris Stanton[3]

### Recorrente

#### Primeira temporada
- Kate Lyn Sheil como Avery Suhr
- Alexandra Castillo como Jacqueline
- Amy Seimetz como Annabel Reade
- Aidan Devine como Martin Bayley
- Sugith Varughese como Tariq Barr
- Michael Therriault como Skip Hadderly
- Sabryn Rock como Kayla Boden
- James Gilbert como Jack

#### Segunda temporada
- Emily Piggford como Sandra Fuchs
- Michael Cram como Mark Novak

#### Terceira temporada
- Charles Edwards como Iris and Leanne's father
- Jemima Rooper como Leanne[3]
- Ray Fearon como Paul
- Enzo Cilenti como Sean
- Talisa Garcia como V Recruiter
- Armin Karima como Hiram[3]
- Alexandra Daddario como Tawny
- Oliver Masucci como Georges Verhoeven[3]
- Frank Dillane como Christophe[3]
- Daniel Betts como Rupert[3]
- Tobi Bamtefa como Brett[3]
- Peter Guinness como Lief

## Episódios
| Temporada | Temporada | Episódios | Episódios | Originalmente exibido | Originalmente exibido  |
| Temporada | Temporada | Episódios | Episódios | Estreia da temporada  | Final da temporada     |
| --------- | --------- | --------- | --------- | --------------------- | ---------------------- |
|           | 1         | 13        | 13        | 10 de abril de 2016   | 19 de junho de 2016    |
|           | 2         | 14        | 14        | 5 de novembro de 2017 | 24 de dezembro de 2017 |
|           | 3         | 10        | 10        | 2 de maio de 2021     | 20 de junho de 2021    |

## Recepção
No Rotten Tomatoes, a primeira temporada da série tem um índice de 85% de aprovação com base em 40 críticas, com uma nota média de 8,55/10. O consenso crítico do site diz: "O obscuramente fascinante (e absolutamente envolvente) The Girlfriend Experience supera qualquer deficiência com uma performance de Riley Keough". No Metacritic, a série tem uma média ponderada de 78 em 100 com base em 27 avaliações, indicando "críticas geralmente favoráveis".
No Rotten Tomatoes, a segunda temporada recebeu classificação de 78% de aprovação com base em base em 18 resenhas, com uma nota média de 9,44/10 com base em 18 avaliações. O consenso crítico do site diz: "The Girlfriend Experience se reinventa a partir de um estudo de personagem em uma peça de conjunto, revelando cuidadosamente os aspectos espinhosos da sexualidade e fornecendo uma programação rigorosa para os telespectadores que desejam ser desafiados e estimulados". No Metacritic, a série tem uma pontuação de 72 de 100 com base em 6 avaliações.

### Prêmios e indicações
No 74º Globo de Ouro, Riley Keough foi indicada para Melhor Atriz em Minissérie ou Filme para Televisão.